# Digital: A Love Story
Digital: A Love Story est un visual novel créé par Christine Love en 2010.